# 무야역
무야역(일본어: 撫養駅)은 일본 도쿠시마현 나루토시에 위치한 시코쿠 여객철도 나루토 선의 철도역이다. 역 번호는 N09이며, 단선 승강장 1면 1선의 구조를 갖춘 지상역이다.

## 역 주변
- 도쿠시마 현립 나루토 즈시오 고등학교

## 역사
- 1916년 7월 1일 : 아와 전기 궤도의 무야역으로서 개업.
- 1928년 1월 18일 : 무야(현 나루토) 연신에 수반해, 루비스마에역으로 개칭.
- 1933년 7월 1일 : 국유화되어, 일본국유철도의 역이 된다. 동시에 에비스마에역으로 개칭.
- 1948년 8월 1일 : 무야(현 나루토) 역이 나루토 역으로 변경되었던 것에 수반해, 무야역으로 개칭.
- 1972년 10월 1일 : 무인역화 (간이위탁역화).
- 1987년 4월 1일 : 일본국유철도 분할 민영화에 의해, 시코쿠 여객철도가 승계.

## 인접 역
| 시코쿠 여객철도         | 시코쿠 여객철도 | 시코쿠 여객철도                 |
| ----------------------- | --------------- | ------------------------------- |
| N 10 나루토 나루토 방면 | 나루토 선       | 곤피라마에 N 08 아와이케다 방면 |